# 小石房子
小石 房子（こいし ふさこ、1937年 - ）は、日本の小説家、女性史研究家、日本ペンクラブ会員。

## 人物・来歴
大分県大分市生まれ。大分県立大分上野丘高等学校を経て、青山学院女子短期大学国文科を卒業。
当初は那須辰造に師事し、トナカイ村の同人として児童文学を書き、1975年の国際婦人年を契機に作家の南原幹雄にすすめられて女性史を中心とした歴史物を手がけるようになる。
日本は男尊女卑の男社会だったので、正史に書かれなかった女帝や歪曲された女性の真相を歴史小説とし、また正史は為政者の歴史だったので、裏面史として流人史を書く。
執筆のかたわら、カルチャー教室の歴史の講師をつとめ、平成元年（1989年）に始まった横浜の教室は令和まで30年以上つづき、八丈島から始まった「歴史の旅」も31回を数える。

## 著書
- 『聖徳太子』子どもの伝記全集 ポプラ社 1978年
- 『人物日本の女性史100話』立風書房 1981年 「日本史有名事件の女50人」新人物文庫（再編集）
- 『流人100話』立風書房 1988年
- 『女たちの本能寺』三交社 1992年
- 『豊後の王妃イザベル キリシタン大名大友宗麟の妻』作品社 1995年
- 『花軍 北政所波瀾の生涯』作品社 1995年
- 『暁の女帝推古』作品社 1996年
- 『巫女王斉明』作品社 1997年 「巫女の王斉明」と改題
- 『天照す、持統』作品社 1999年 「鉄の女帝持統」と改題
- 『葵の帝明正天皇』作品社 2000年
- 『元明女帝 かぐわしき天平の母』作品社 2002年
- 『法体の女帝 道鏡伝説異聞』作品社 2005年
- 『江戸の流刑』平凡社新書 2005年
- 『物語日本の女帝』平凡社新書 2006
- 『流人望東尼』作品社 2008年
- 『あんご愛加那』作品社、2010年 ［西郷隆盛の島妻］
- 『白子屋お常 御蔵島流人伝』作品社、2012年
- 『ひと粒の麦 内藤ジュリヤの生涯』作品社、2014年12月13日。ISBN 978-4-86182-511-8。
- 『男子にあらずんば子どもにあらず　女性史と私』作品社、2023年3月5日

### 共著
- 『織田信長七つの謎』新人物往来社 1989年
- 『豊臣秀吉七つの謎』新人物往来社 1990年
- 『物語龍馬を愛した七人の女』新人物往来社 1991年
- 『武功夜話の世界』新人物往来社 1991年
- 『信長をめぐる七人の女』新人物往来社 1991年
- 『キリシタン大名の妻たち』新人物往来社 1991年
- 『黒田如水のすべて』新人物往来社 1992年
- 『物語女たちの太閤記』新人物往来社 1992年
- 『源義経のすべて』新人物往来社 1993年
- 『山内容堂のすべて』新人物往来社 1994年
- 『徳川吉宗のすべｔ』新人物往来社 1995年
- 『上杉景勝のすべて』新人物往来社 1995年
- 『源義経のすべて』新人物往来社 2004年
- 『中世の鎌倉を語る』平凡社 2004年
- 『戦国の激闘伝』世界文化社 2006年
- 『歴史有名人の晩年と死』新人物往来社 2007年
- 『上杉景勝のすべて』新装版 新人物往来社 2008年
- 『黒田官兵衛』播磨学研究所 2008年
- 『坂本龍馬が愛した八人の女』新人物往来社 2010年
- 『日本史有名人の子孫たち』新人物往来社 2010年
- 『黒田官兵衛のすべて』新人物往来社 中経出版 2013年
- 『藩主とお姫様』新人物往来社 2015年

## 雑誌
- 『古都の旅とロマンを彩った女たち』主婦と生活社 1991年4月 - 12月

### 月刊誌
多数執筆
- 『歴史読本』新人物往来社
- 『歴史と旅』秋田書店
- 『歴史街道』PHP研究社
- 『歴史海流』海越出版社

## 歴史講座
- 高島屋友の会カルチャー教室（横浜）
- 新宿朝日カルチャーセンター（新宿）
- 日本橋倶楽部（日本橋）

## 講演会
- 『お市の系譜』福井県坂井郡丸岡町 1981年
- 『北政所おねの生涯』NHK野村ビル 1995年
- 『吉野宮と国生みの女帝』奈良県吉野資料館 2000年
- 『官兵衛の妻幸圓と黒田家の女たち』姫路独協大学 2007年

## 演劇の解説
- 『開化恋草紙』新橋演舞場 1994年12月 （明治維新のヒロイン）
- 『平家女護・嶋』国立劇場 1995年10月 （流人の生活）
- 『二月大歌舞伎』新橋演舞場 1996年2月（秀吉の出世と悲劇）
- 『出雲の阿国』明治座 1998年2月 （歌舞伎の創始者 出雲の阿国）
- 『ミュージカル ザ 近松』日生劇場 1999年2月 （心中物に見る近松の恋愛観）

## その他
- 『府中の女性史』ドメス出版 2008年（掲載）